# Park Na Špici
Park Na Špici je lokalita v Pardubicích na soutoku Labe a Chrudimky s mnoha romantickými přírodními zákoutími a rybníkem Čičák. Původně šlo o pole, ale stavbou pardubického zdymadla se Labe před soutokem s Chrudimkou zvedlo o několik metrů a z parku se stalo záplavové území. Park byl následně ponechán jako zcela přirozený, jen byly dobudovány svépomocí dva asfaltové tenisové kurty a dřevěné lavičky okolo Čičáku.
Podzimní atmosféra parku je několikrát zachycena ve filmu Konečná stanice (1981) ve scéně vzpomínek Nelly Gaierové a Oty Sklenčky na jejich společnou minulost. V druhé polovině roku 2014 prošel "revitalizací" a je z něj tzv. urbanizovaný park, dětské hřiště s napojením k centru přes most Na Špici. Obnova přišla na 35,6 milionu korun, přičemž částečně ji zafinancuje Integrovaný plán rozvoje města z prostředků Evropské unie.

## Galerie

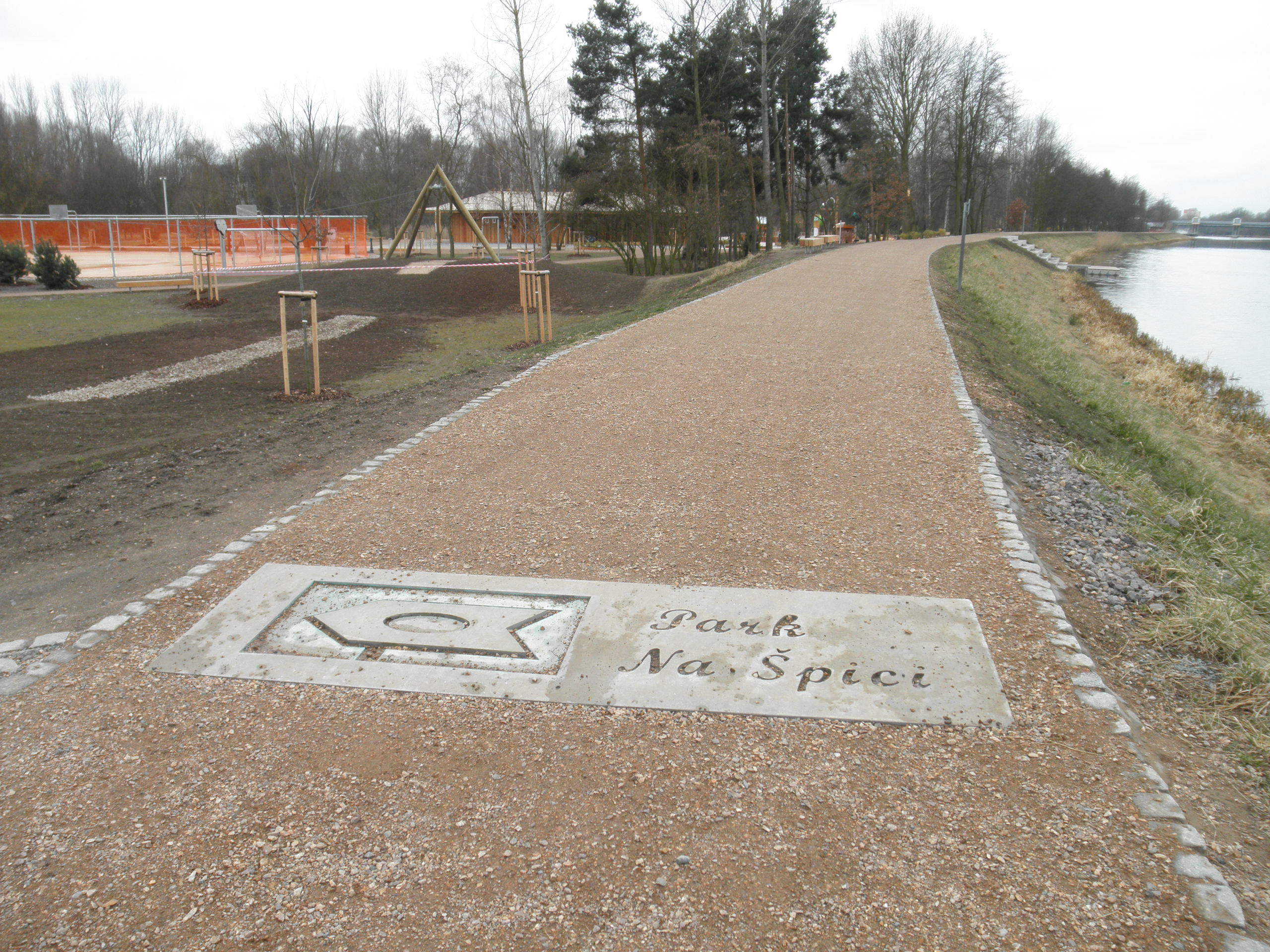
Park Na Špici
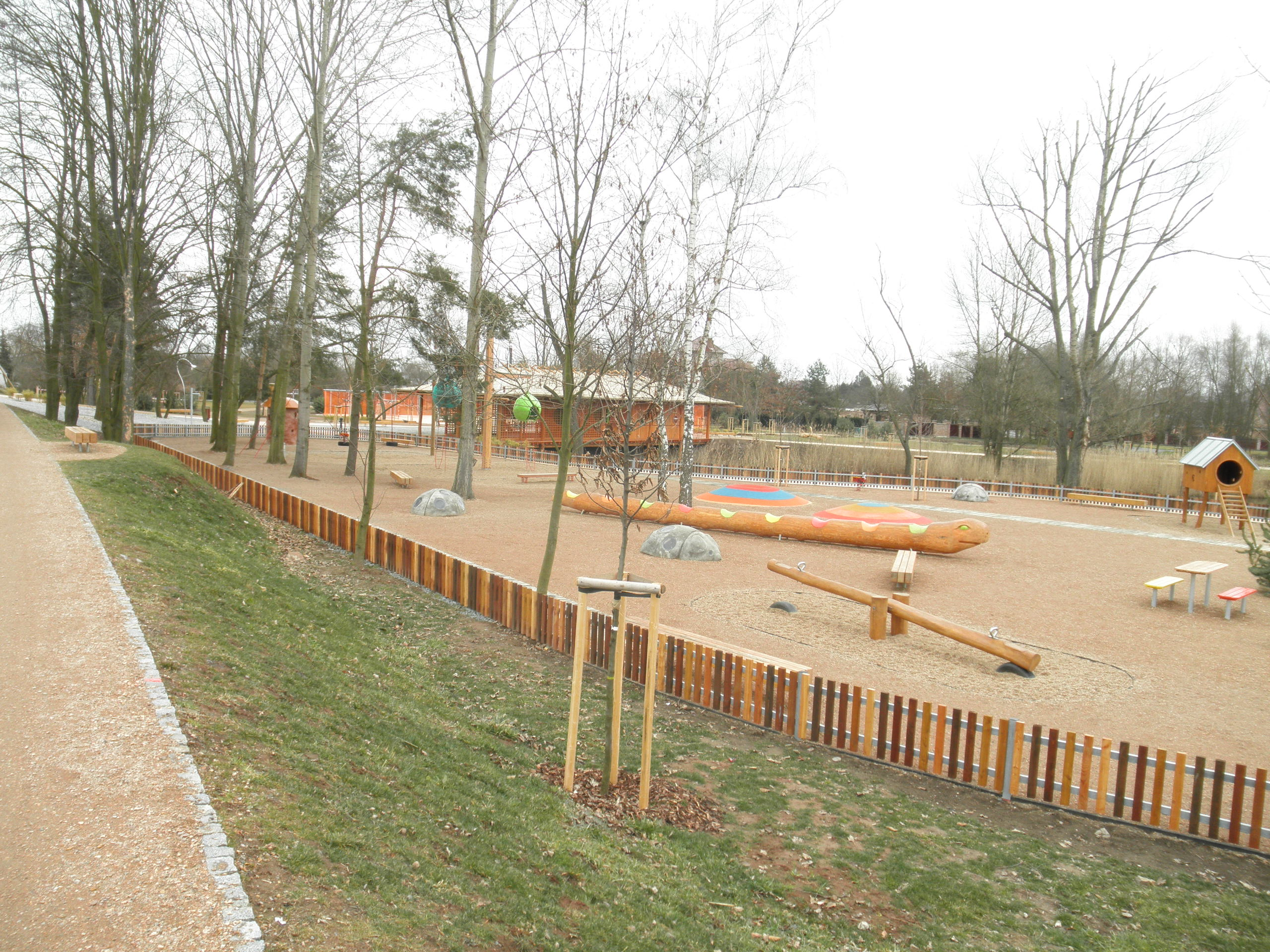
Park Na Špici
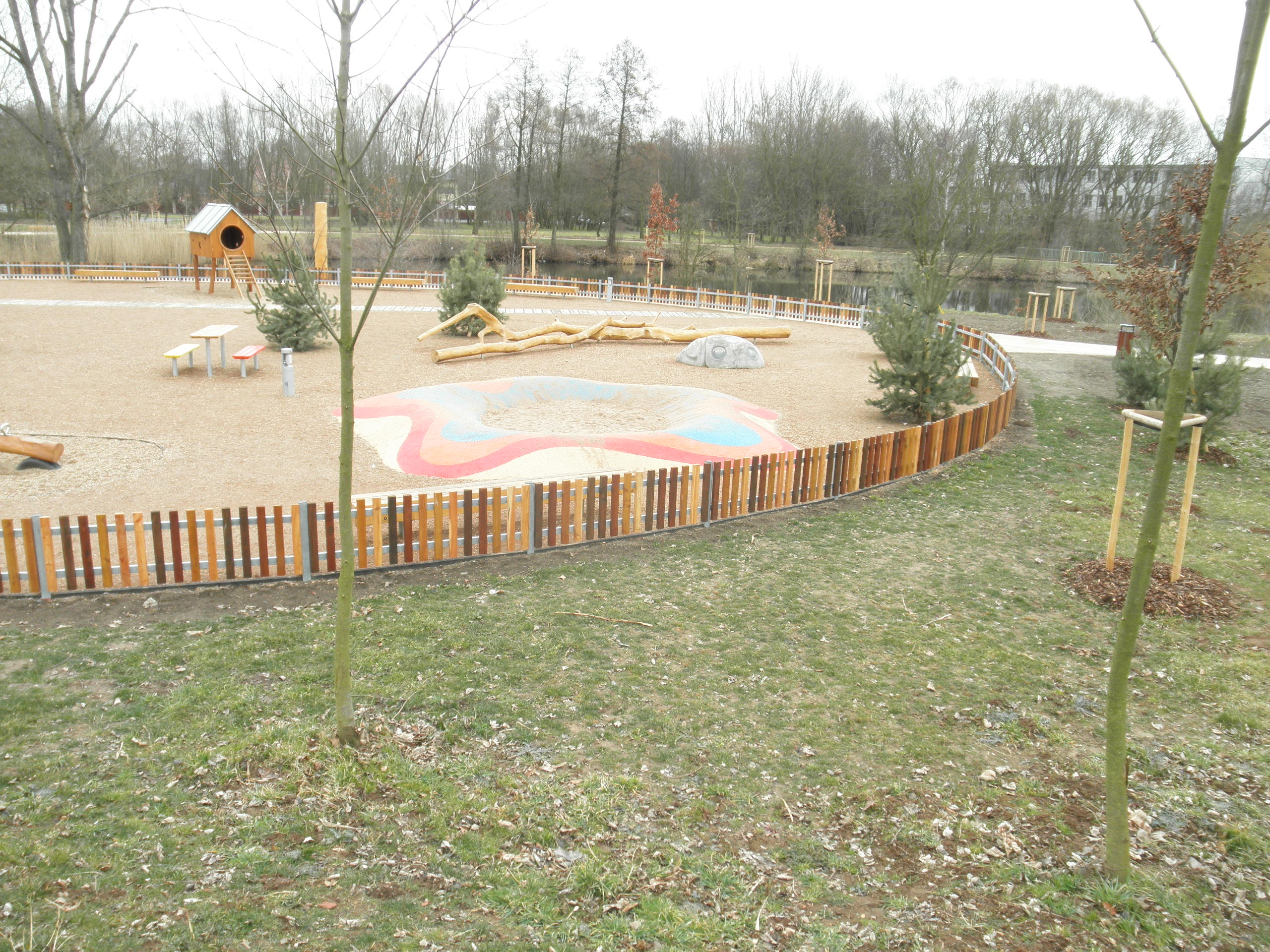
Park Na Špici
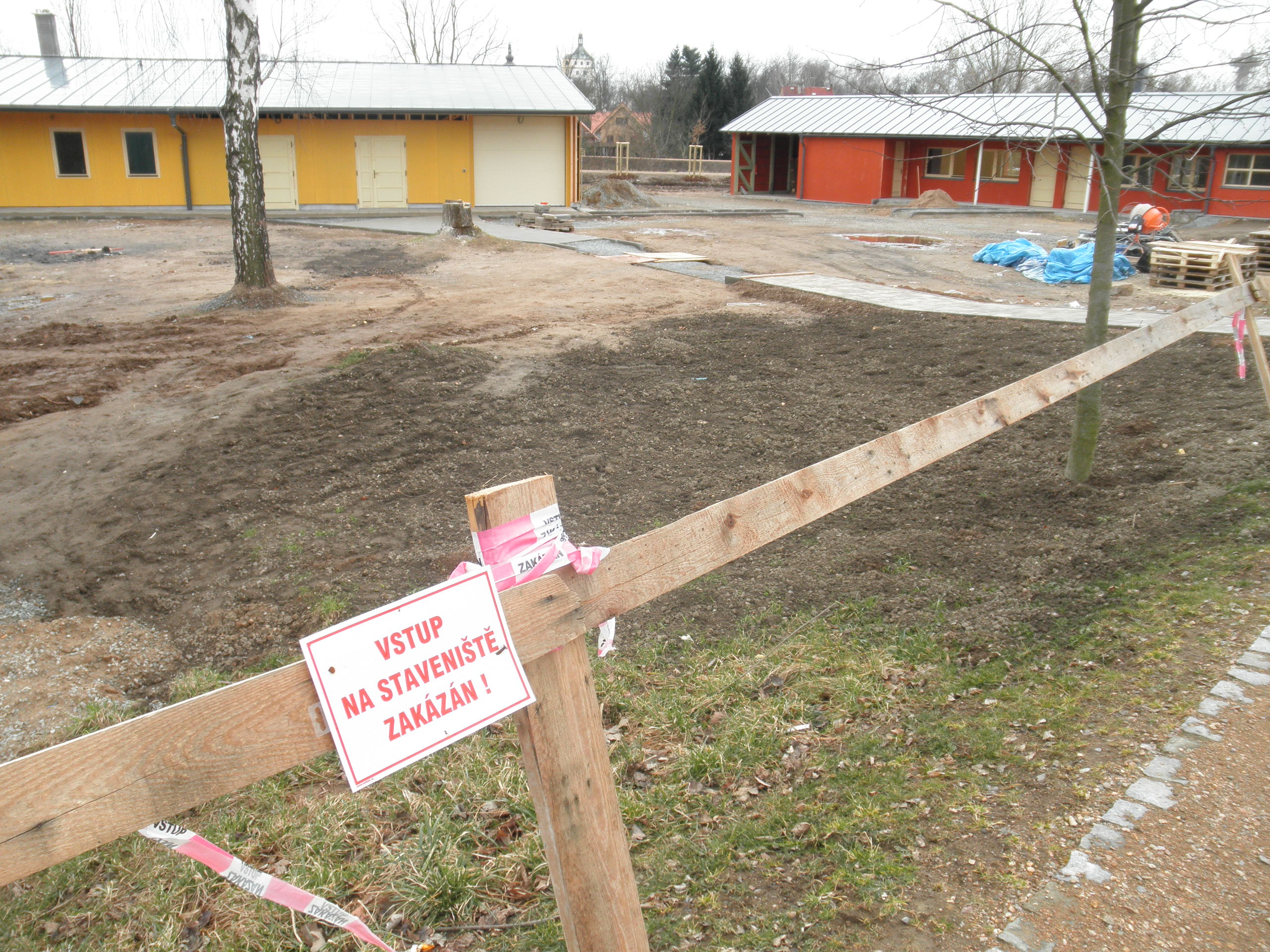
Park Na Špici